# 诺伊恩基兴 (施塔德县)
诺伊恩基兴（德語：Neuenkirchen，發音：[ˈnɔʏənˌkɪʁçn̩] ⓘ）是德国下萨克森州的市镇，属于施塔德县。该市镇总面积为8.04平方千米，2023年12月31日总人口为892人。